# James M. Williams
James M. Williams (14. April 1948 – 12. Juni 2011), bekannt als Jim Williams war ein US-amerikanischer Pionier bei der Entwicklung analoger integrierter Schaltkreise und technischer Autor zu Themen der Analogtechnik. Er arbeitete für das Massachusetts Institute of Technology (1968–1979), George A. Philbrick Researches (GAP/R), National Semiconductor (1979–1982) und die Linear Technology Corporation (LTC) (1982–2011). Williams schrieb über 350 Publikationen im Zusammenhang mit dem Entwurf analoger Schaltungen, darunter fünf Bücher, 21 Applikationsschriften für National Semiconductor, 62 Applikationsschriften für Linear Technology und über 125 Artikel für das EDN-Magazin.
Er wurde 1992 mit dem „Innovator of the Year Award“ des EDN-Magazins ausgezeichnet und wurde 2002 in die „Electronic Design Hall of Fame“ gewählt.
Williams erlitt am 10. Juni einen Schlaganfall und starb am 12. Juni 2011.
Bob Pease, ein weiterer Pionier der Analogtechnik, starb am 18. Juni 2011 an den Folgen eines Verkehrsunfalles auf dem Rückweg von der Beerdigung von Jim Williams.

## Bibliographie (teilweise)
- Jim Williams: Understanding and applying the LT1005 multifunction regulator. Linear Technology Corp, August 1984 (englisch).
- Jim Williams: Switching regulators for poets: A gentle guide for the trepidatious. Linear Technology Corp, September 1987 (englisch).
- Jim Williams: Thermocouple measurement. Linear Technology Corp, Februar 1988 (englisch).
- Jim Williams: Bridge circuits: Marrying gain and balance. Linear Technology Corp, Juni 1990 (englisch).
- Analog Circuit Design: Art, Science and Personalities (The EDN Series for Design Engineers), 1991, ISBN 978-0-7506-9640-1 (englisch)
- Jim Williams: High speed amplifier techniques. Linear Technology Corp, August 1991 (englisch).
- Jim Williams: A fourth generation of LCD backlight technology. Linear Technology Corp, November 1995 (englisch).
- Jim Williams: 30 nanosecond settling time measurement for a precision wideband amplifier. Linear Technology Corp, September 1999 (englisch).
- Jim Williams: Slew rate verification for wideband amplifiers: The taming of the slew. Linear Technology Corp, Mai 2003 (englisch).
- Jim Williams: 1ppm settling time measurement for a monolithic 18-bit DAC: When does the last angel stop dancing on a speeding pinhead? Linear Technology Corp, März 2010 (englisch).
- Jim Williams: An introduction to acoustic thermometry. Linear Technology Corp, April 2011 (englisch).

Eine komplette Bibliography findet sich unter